# Sistema di genere
I sistemi di genere sono le strutture sociali che stabiliscono il numero di generi e di ruoli ad essi associati in ogni società. Un ruolo di genere è l'atteggiamento di un individuo, che indica ad altri (o a se stesso) il proprio considerarsi uomo, donna, o transgender. L'identità di genere è un'esperienza personale propria che include il ruolo di genere e la persistenza di un'individualità come uomo, donna o altro, avendo coscienza dello stesso e del proprio comportamento.
Il genere binario è il più esteso dei sistemi di genere: esso classifica il genere in due forme distinte e separate, maschile e femminile.